# Arturo Tamayo
Arturo Tamayo (* 3. August 1946 in Madrid) ist ein spanischer Dirigent.

## Leben und Wirken
Tamayo studierte Musik am Konservatorium in Madrid, zugleich aber auch Jura an der Universität Complutense Madrid. Anschließend entschied er sich für die Musik und das Studium am Konservatorium und absolvierte des Weiteren ein Dirigier-Studium in Basel bei Pierre Boulez und in Wien bei Witold Rowicki. An der Musikhochschule Freiburg studierte Tamayo darüber hinaus auch Komposition bei Klaus Huber und Wolfgang Fortner.
1979 bis 1998 wirkte er als Professor für Musik des 20. Jahrhunderts an der Freiburger Musikhochschule. Zeitgleich gastierte er bei diversen europäischen Orchestern, darunter das Orchestre National de France, das BBC Symphony Orchestra, das Philharmonia Orchestra London, das Philharmonische Orchester Luxemburg, das Residentie Orkest Den Haag, das Deutsche Symphonie-Orchester Berlin, das Sinfonieorchester Basel, das Orchestra dell’Accademia Nazionale di Santa Cecilia, das Philharmonische Orchester Oslo, das Orquesta Sinfónica de Euskadi, das Ensemble Modern, die London Sinfonietta und das Klangforum Wien sowie die Rundfunk-Sinfonieorchester von Berlin, Wien, Stuttgart, München und das Hr-Sinfonieorchester. Er dirigierte unter anderem bei den Salzburger Festspielen, beim Lucerne Festival, beim Maggio Musicale Fiorentino, beim Warschauer Herbst und bei den Londoner Proms.
Auch war er an zahlreichen führenden Opernhäusern zu Gast wie der Deutschen Oper Berlin, der Wiener Staatsoper, am Londoner Royal Opera House, der Oper Rom, der Pariser Oper, am Teatro La Fenice in Venedig und am Teatro Real in Madrid, wo er zum Beispiel 1995 eine Aufführung von Giuseppe Verdis selten gespielter Oper Stiffelio dirigierte (mit unter anderem Plácido Domingo und Verónica Villarroel).
Tamayo brachte zudem regelmäßig Werke zeitgenössischer Komponisten zur Uraufführung, so zum Beispiel im Jahr 2001 die Oper Schwarzerde (1997–2001) von Klaus Huber an der Oper Basel und dirigierte mehrmals bei den Weltmusiktagen der Internationalen Gesellschaft für Neue Musik ISCM. Ebenfalls leitete er Uraufführung von Kompositionen von Wolfgang Rihm, Iannis Xenakis, John Cage und Sylvano Bussotti.
In den letzten Jahren wirkte er auch als Professor für Dirigieren und spielte eine Reihe von CDs mit Werken von unter anderem Bruno Maderna, Ferruccio Busoni, Carl Maria von Weber, Gaetano Donizetti, Iannis Xenakis, Franco Donati, Alberto Ginastera, Michael Jarell, Thierry Lancino, Gofredo Petrassi, Alessandro Sbordoni und auch Hubers Oper Schwarzerde ein.